# PSYDOLL
PSYDOLL（サイドール）は、日本のサイバーパンクバンド。
同人サークル「たいれる社」でカセットテープ等を販売していた漫画家猫井るとと（Nekoi）と、ポストパンクバンドAdam-SitesのリーダーだったUcchiにより1997年結成。1999年Loveless加入。
2001年、Nekoiの夫千之ナイフの伝手でカナダのコンベンションAnimeNorthでライブ。2003年UKのゴシック・ミュージックフェスBeyond the Veilに出演し、以降国内外を問わず精力的に活動している。BLACK GLOBEの美少女ゲーム作品の音楽を手掛けていた。
UKではPlanet Ghost Musicと契約しているが、日本では特定のレーベルには所属していない。CDやグッズは主にライブ会場か、同人イベントのたいれる社のブースで販売されている。

## メンバー
- Nekoi（猫井るとと）（ヴォーカル、キーボード)
- Ucchi（ギター、プログラミング）
- Loveless（Uenoyama、上野山好紀）（ドラムス、パーカッション、テルミン）ex.YBO2

その他、CDジャケット等のイラストを千之ナイフ、写真を海野やよいが手掛ける事が多い。

## ディスコグラフィー

### アルバム
- 夜光都市（ILLUDIMIA）（1997年）
- PSYBER DOLL（1998年）
- The Daughter Of Dr.Neumann（2000年）
- A War In The Box（2002年）
- I Psydoll （2004年） - 「The Daughter Of Dr.Neumann」「A War In The Box」をまとめ、さらに1曲加えてリマスタリングした作品。
- Stories（2005年）
- Dance with PSYDOLL （2008年） - リミックス・アルバム
- 10spyglasses（2009年）
- P.S...BTW （2011年） - リミックス・アルバム

### シングル
- Rose, Rose, Rose/湖（1999年）
- Fragments（2003年）
- Sign （2004年）

その他、同人イベントで「おためしCD」が販売されることがある。

### CD-ROM
- BLACK BOX（2001年） - ライブ音源、映像等を収録したデータCD